# Awtomobilist Lwów
Awtomobilist Lwów (ukr. Футбольний клуб «Автомобіліст» Львів, Futbolnyj Kłub "Awtomobilist" Lwiw) – ukraiński klub piłkarski z siedzibą we Lwowie.

## Historia
Drużyna piłkarska Awtomobilist została założona w mieście Lwów. Zespół występował w rozgrywkach Mistrzostw oraz Pucharu obwodu lwowskiego.
W 1985 dotarł do finału amatorskich rozgrywek Pucharu Ukraińskiej SRR, gdzie w dwumeczu pokonał Tytan Armiańsk.
Potem przez pewien czas drużyna jeszcze występowała w rozgrywkach Mistrzostw oraz Pucharu obwodu lwowskiego dopóki nie została rozwiązana.

## Sukcesy
- zdobywca Pucharu Ukraińskiej SRR: 1985

## Inne
- Karpaty Lwów